# Industry Foundation Classes
Les classes de la Fundació de la indústria (IFC) són un esquema de dades d'intercanvi de dades CAD destinat a la descripció de les dades de l'arquitectura, la construcció i la indústria de la construcció.
Es tracta d'una especificació d'esquema de dades obertes, neutral per a la plataforma, que no està controlada per un sol proveïdor o grup de venedors. Es tracta d'un esquema de dades basat en objectes amb un model de dades desenvolupat per buildingSMART (antiga Aliança Internacional per a la Interoperabilitat, IAI) per facilitar la interoperabilitat en la indústria de l'arquitectura, l'enginyeria i la construcció (AEC), i és un format de col·laboració d'ús comú a la informació d'edificis. projectes basats en modelatge (BIM). L'especificació del model IFC està oberta i disponible. Està registrat per ISO i és una norma internacional oficial ISO 16739-1:2018.
A causa del seu enfocament en la interoperabilitat, el 2010 el govern danès va fer obligatori l'ús de formats IFC per als projectes d'edificació amb ajuda pública. El 2017, l'empresa estatal finlandesa de gestió d'instal·lacions Senate Properties va començar a exigir l'ús de programari compatible amb IFC i BIM en tots els seus projectes. També el govern noruec, les organitzacions de clients de salut i defensa requereixen l'ús d'IFC BIM en tots els projectes, així com molts municipis, clients privats, contractistes i dissenyadors han integrat IFC BIM al seu negoci. La popularitat de l'esquema de dades IFC a la construcció ha continuat creixent, principalment amb el propòsit d'intercanviar geometria.

## Història
La iniciativa IFC va començar el 1994, quan Autodesk va formar un consorci de la indústria per assessorar l'empresa en el desenvolupament d'un conjunt de classes C++ que poguessin donar suport al desenvolupament d'aplicacions integrades. Dotze empreses nord-americanes es van unir al consorci. Aquestes empreses incloïen AT&T, HOK Architects, Honeywell, Carrier, Tishman i Butler Manufacturing. Inicialment anomenada Aliança de la indústria per a la interoperabilitat, l'Aliança va obrir l'adhesió a totes les parts interessades el setembre de 1995 i va canviar el seu nom el 1997 per l'Aliança Internacional per a la Interoperabilitat. La nova Aliança es va reconstituir com una organització sense ànim de lucre dirigida per la indústria, amb l'objectiu de publicar la Industry Foundation Class (IFC) com un model de producte AEC neutral que respon al cicle de vida de l'edifici AEC. L'any 2005 es va produir un altre canvi de nom, i buildingSMART desenvolupa i manté l'especificació IFC.

## Formats de fitxer
L'IFC defineix diversos formats de fitxer que es poden utilitzar, donant suport a diverses codificacions de les mateixes dades subjacents.
- IFC-SPF és un format de text definit per ISO 10303-21 ("Fitxer PAS"), on cada línia normalment consta d'un sol registre d'objecte i amb l'extensió de fitxer ".ifc". Aquest és el format IFC més utilitzat, amb l'avantatge d'una mida compacta però amb un text llegible.
- IFC-XML és un format XML definit per ISO 10303-28 ("STEP-XML"), amb l'extensió de fitxer ".ifcXML". Aquest format és adequat per a la interoperabilitat amb eines XML i l'intercanvi de models de construcció parcials. A causa de la gran mida dels models d'edificis típics, aquest format és menys comú a la pràctica.
- IFC-ZIP és un format ZIP comprimit format per un fitxer IFC-SPF incrustat o un fitxer IFC-XML i amb l'extensió de fitxer ".ifcZIP".
- IFC-Turtle (Terse RDF Triple Language) és un format de dades semàntiques textuals que utilitza RDF i s'expressa en l'ontologia ifcOWL.
- IFC-RDF és un format de dades semàntiques basat en XML que utilitza RDF i s'expressa a l'ontologia ifcOWL.
- ifcJSON utilitza JSON, un format modern utilitzat sovint per les aplicacions web.
- ifcHDF utilitza HDF i es basa en l'estàndard ISO 10303-26 per a la representació de dades STEP en HDF.

IFC-SPF està en format ASCII que, tot i que és llegible per l'home, pateix problemes habituals amb els fitxers ASCII, ja que les mides dels fitxers estan inflades, els fitxers s'han de llegir seqüencialment des del principi fins al final, no és possible l'extracció de fitxers intermedis, els fitxers són lents d'analitzar i les definicions no són jeràrquiques. A més d'ifcXML i ifcZIP, els formats de dades moderns inclouen RDF/XML o Turtle (utilitzant l'ontologia ifcOWL), ifcJSON (JavaScript Object Notation, àmpliament disponible) i ifcHDF5 (Hierarchical Data Format v5, binari). El 2020, buildingSmart tenia dos projectes JSON en marxa: ifcJSON v4 (un mapeig directe d'IFC v4 basat en EXPRESS) i ifcJSON v5, a més d'un projecte d'investigació que experimentava amb convertir IFC en un format binari.

## Arquitectura
IFC defineix un model de relació entitat basat en EXPRESS que consta de diversos centenars d'entitats organitzades en una jerarquia d'herència basada en objectes. Alguns exemples d'entitats inclouen elements de construcció com IfcWall, geometria com IfcExtrudedAreaSolid i construccions bàsiques com IfcCartesianPoint.